# Staf Scheirlinckx
Staf Scheirlinckx (Zottegem, 12 de marzo de 1979) es un ciclista belga.
Debutó como profesional en 2000 con el equipo Collstrop y se retiró a finales de 2013 en el conjunto Accent Jobs-Wanty.
Destacaba en carreras de pavés donde ha acabado en el top 20 de las prestigiosas París-Roubaix y Tour de Flandes. Su hermano Bert fue también ciclista profesional.

## Palmarés
2001
- 1 etapa del Tour de la Somme

## Resultados en Grandes Vueltas
| Carrera | Carrera         | 2000 | 2001 | 2002 | 2003 | 2004 | 2005 | 2006 | 2007 | 2008 | 2009  | 2010 | 2011 | 2012 | 2013 |
| ------- | --------------- | ---- | ---- | ---- | ---- | ---- | ---- | ---- | ---- | ---- | ----- | ---- | ---- | ---- | ---- |
|         | Giro de Italia  | —    | —    | —    | —    | —    | —    | Ab.  | —    | —    | —     | —    | —    | —    | —    |
|         | Tour de Francia | —    | —    | —    | —    | —    | —    | —    | Ab.  | —    | 123.º | —    | —    | —    | —    |
|         | Vuelta a España | —    | —    | —    | —    | —    | 85.º | 86.º | —    | —    | —     | —    | —    | —    | —    |

—: no participa

Ab.: abandono